# Helicoverpa assulta
Helicoverpa assulta är en fjärilsart som beskrevs av Achille Guenée 1852. Helicoverpa assulta ingår i släktet Helicoverpa och familjen nattflyn. Inga underarter finns listade i Catalogue of Life.